# Miracolo dell'asina

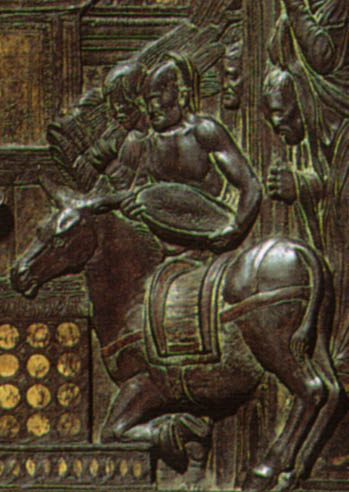
Dettaglio dell'asina

Il Miracolo dell'asina è un rilievo di Donatello facente parte della decorazione dell'altare della basilica del Santo a Padova, in particolare della serie dei quattro Miracoli di Sant'Antonio. È in bronzo con dorature (57x123 cm) e risale a dopo il 1446, completato entro il 1453.

## Storia
L'altare e le sue decorazioni vennero eseguiti tra la seconda metà del 1446 e la partenza dell'artista da Padova, nel 1453. Le opere vennero ritoccate per molto tempo, ben oltre la partenza di Donatello: se ne ha notizia fino al 1477.
Poiché la struttura architettonica originale dell'altare andò distrutta sul finire del XVI secolo, la versione che oggi si vede è una ricostruzione controversa dell'architetto Camillo Boito del 1895.
I rilievi dei Miracoli si trovavano forse sotto i gruppi laterali dei santi a tutto tondo, due davanti e due sul lato posteriore, intervallati probabilmente dai rilievi dei Putti. Prima di Donatello questi episodi della vita del Santo erano stati ritratti molto raramente, per cui egli dovette quasi inventarsi l'iconografia.

## Descrizione e stile
Le quattro tavole sono concepite come scene di massa, estremamente ricche di dettagli e di vari microepisodi narrativi, con una molteplicità di figure difficile da eguagliare.
Secondo le storie di sant'Antonio da Padova, quando si trovava nei pressi di Tolosa ebbe una discussione con un eretico in merito all'eucaristia. Gli venne allora richiesta una prova pratica delle sue affermazioni: l'uomo aveva un'asina che ripromise di tenere digiuna per tre giorni. Alla fine il santo le avrebbe offerto un'ostia consacrata e se essa l'avesse preferita alla biada avrebbe avuto ragione, cosa che puntualmente avvenne.
La scena, molto affollata, è ambientata in una chiesa, come dimostra l'altare rinascimentale al centro, davanti al quale sta il santo che, con un piede sul gradino, si abbassa per offrire l'ostia alla mula, la quale sta davanti a lui e si è già inginocchiata. Dietro di loro si vedono i servitori che portano la biada. Gli astanti si accalcano attorno alla scena e nei due vani sotto i due archi laterali, che sono in comunicazione con un passaggio diviso da una colonna. C'è chi si inginocchia perché ha riconosciuto il miracolo, chi è sorpreso, chi si accalca per la curiosità, salendo anche sui plinti, chi chiama altre persone ad accorrere. La scena è così ambientata nel quotidiano e la tensione emotiva nasce dal contrasto con l'evento miracoloso.

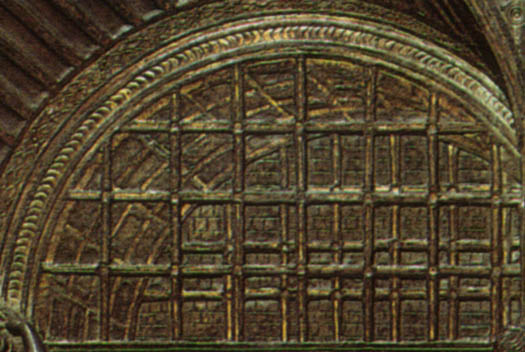
Dettaglio della grata

Lo sfondo presenta un'architettura sfarzosa, ripresa dall'arte romana anche se più che a un edificio reale si deve pensare a un modello di Leon Battista Alberti nel De re aedificatoria. Tre solenni archi a tutto sesto perfettamente scorciati in prospettiva dominano lo sfondo (come nella Resurrezione di Drusiana a Firenze), e sono scanditi in tutti gli elementi architettonici: le paraste scanalate, i rilievi sui pennacchi e sulla chiave di volta (molto simile agli archi della basilica di Massenzio nel Foro Romano), il cornicione, la decorazione dell'estradosso e del sottarco. Essi però sono leggermente sottodimensionati rispetto alle figure (gli uomini ad esempio rasentano con la testa gli architravi), probabilmente per via delle difficile compenetrazione tra il triplice arco, che richiede parecchio spazio, e la volontà di non creare figure troppo piccole. 
A un'osservazione attenta si nota come il fondo sia chiuso da grate che lasciano intravedere lo sviluppo ulteriore in profondità dell'architettura, secondo una costruzione di estremo virtuosismo.